# Посёлок фермы № 3 племзавода «Парижская Коммуна»
Фермы № 3 племзавода «Парижская Коммуна» — посёлок в Старополтавском районе Волгоградской области России, в составе Торгунского сельского поселения. Посёлок расположен на правом берегу реки Солянка (правый приток Водянки) 6 км западнее посёлка Торгун
Дата основания не установлена. По сведениям исполкома Старополтавского райсовета (письмо орготделу Волгоградского облисполкома от 11 марта 1987 года № 86) поселок фермы № 3 племзавода им. Парижской коммуны имел наименование поселок Берёзовый.

## Население
Динамика численности населения по годам:
| 1987 | 2002 |
| ---- | ---- |
| ≈230 | 82   |

| 2010 |
| ---- |
| 54   |